# Всё о зле
Всё о зле (англ. All About Evil) — американский комедийный фильм ужасов 2010 года.

## Сюжет
Скромный и бедный библиотекарь Дебора Теннис получает в наследство кино-бизнес отца. Используя шанс спастись от банкротства, она начинает снимать фильмы ужасов. Главным героем её лент является настоящий, оживлённый ею, убийца-маньяк. Публика в восторге от спецэффектов, не подозревая, что все убийства на экране — реальны…
Когда лучшая подруга Стивена Томпсона - Джуди исчезает, тот узнает правду о действиях Деборы и пытается остановить ее, когда та пытается убить публику во время премьеры своего полнометражного фильма, посвященного зрителям.  Стивену удается спасти Джуди, а зрители убегают, убивая мистера Твигса и грабителя, которые пытались их остановить и не выпустить из зала. Дебора похищает мать Стивена и тащит ее на крышу дома, чтобы убить ее там, но там их ждет Стивен. Он говорит Деборе, что её отец был бы разочарован, девушку захлестывают эмоции и она позволяет матери Стивена вырваться и нанести удар ей в шею её собственным ножом. После чего Стивен сталкивает Дебору с крыши.
Большая часть зрителей выживает и убегает, а когда появляются близнецы (сообщники Деборы), полиция пытается их арестовать. Вместо того, чтобы сдаться, они убивают друг друга. Это напоминает Стивену о фильмах Деборы и о том, что нынешние действия могут воплотиться в очередной картине. Когда он уходит, рабочий наткнувшийся на тело Деборы видит, как мертвая девушка, будто бы, смотрит прямо на него.

## В ролях
- Наташа Лионн — Дебора Теннис
- Томас Деккер — Стивен
- Кассандра Петерсон — Линда
- Минк Стол — Эвелин
- Ной Сеган — Эдриан
- Джек Доннер — мистер Твигс
- Джейд Рэмси — Веда
- Эшли Финк — Лолита
- Патрик Бристоу — Питер Жорж
- Джули Кейтлин Браун — Тэмми Теннис
- Джошуа Граннелл — камео
- Никита Рэмси — Вера
- Ариэль Харт — Джуди
- Энтони Фицджеральд — Джина
- Линдси Кейл — Клэр Кавано

## Показ
Премьера фильма состоялась 1 мая 2010 года на Международном кинофестивале в Сан-Франциско. С 10 июля по середину ноября того же года лента была показана в нескольких десятках городов США. Широкий единовременный показ по стране намечен на 25 июня 2014 года. Фильм был участником кинофестивалей «Торонто с наступлением темноты» (Канада, 17 августа 2010) и фр. Fantastique semaine du cinéma (Франция, 29 октября 2010).

## Производство
Сценарий фильма был написан и отредактирован Джошуа Граннеллом.
Макияж был создан известной французской художницей Авророй Бержер.  
Граннелл создал специальный промо-клип для WonderCon 2010 года, в котором рассказывал о своем проекте . 

## Прокат
Фильм собрал $ 7,995 в прокате США .